# Comuna de Borki
Borki (polaco: Gmina Borki) é uma gminy (comuna) na Polónia, na voivodia de Lublin e no condado de Radzyński. A sede do condado é a cidade de Borki.
De acordo com os censos de 2004, a comuna tem 6151 habitantes, com uma densidade 55 hab/km².

## Área
Estende-se por uma área de 111,83 km², incluindo:
- área agricola: 78%
- área florestal: 14%

## Demografia
Dados de 30 de Junho 2004:
|                      | Total   | Total | Mulheres | Mulheres | Homens  | Homens |
| -------------------- | ------- | ----- | -------- | -------- | ------- | ------ |
|                      | pessoas | %     | pessoas  | %        | pessoas | %      |
| População            | 6151    | 100   | 3072     | 49,9     | 3079    | 50,1   |
| Densidade (pop./km²) | 55      | 100   | 27,5     | 27,5     | 27,5    | 27,5   |

De acordo com dados de 2002, o rendimento médio per capita ascendia a 1442,98 zł.

## Subdivisões
- Borki, Krasew, Maruszewiec, Nowiny, Olszewnica, Osowno, Pasmugi, Sitno, Stara Wieś, Tchórzew, Tchórzew-Kolonia, Wola Chomejowa, Wola Osowińska, Wrzosów.

## Comunas vizinhas
- Czemierniki, Kock, Radzyń Podlaski, Ulan-Majorat, Wojcieszków